# ポリ・ジャズ

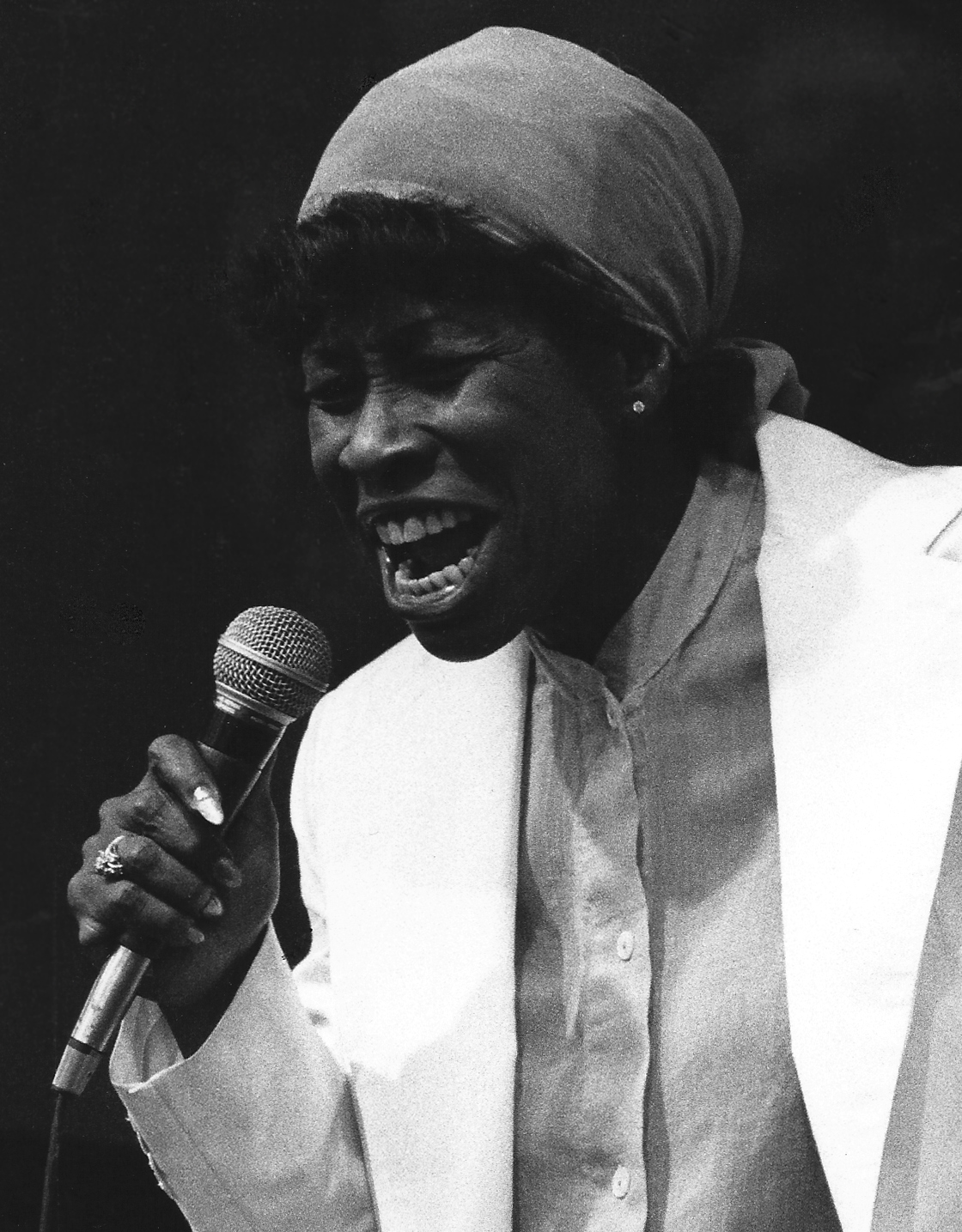
ポリ・ジャズでパフォーマンスするベティ・カーター（1978年）

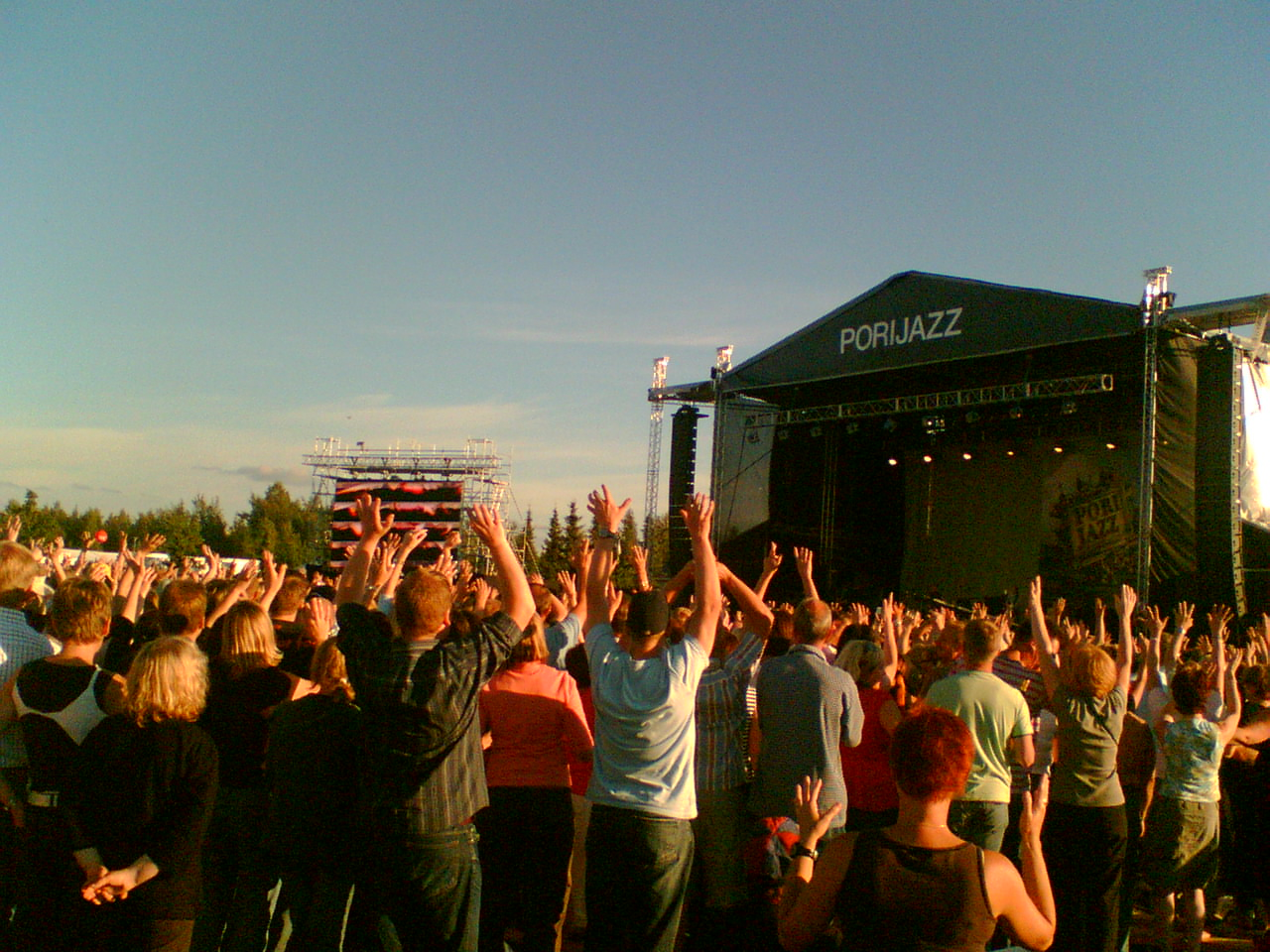
ポリ・ジャズでのスティング（2006年）

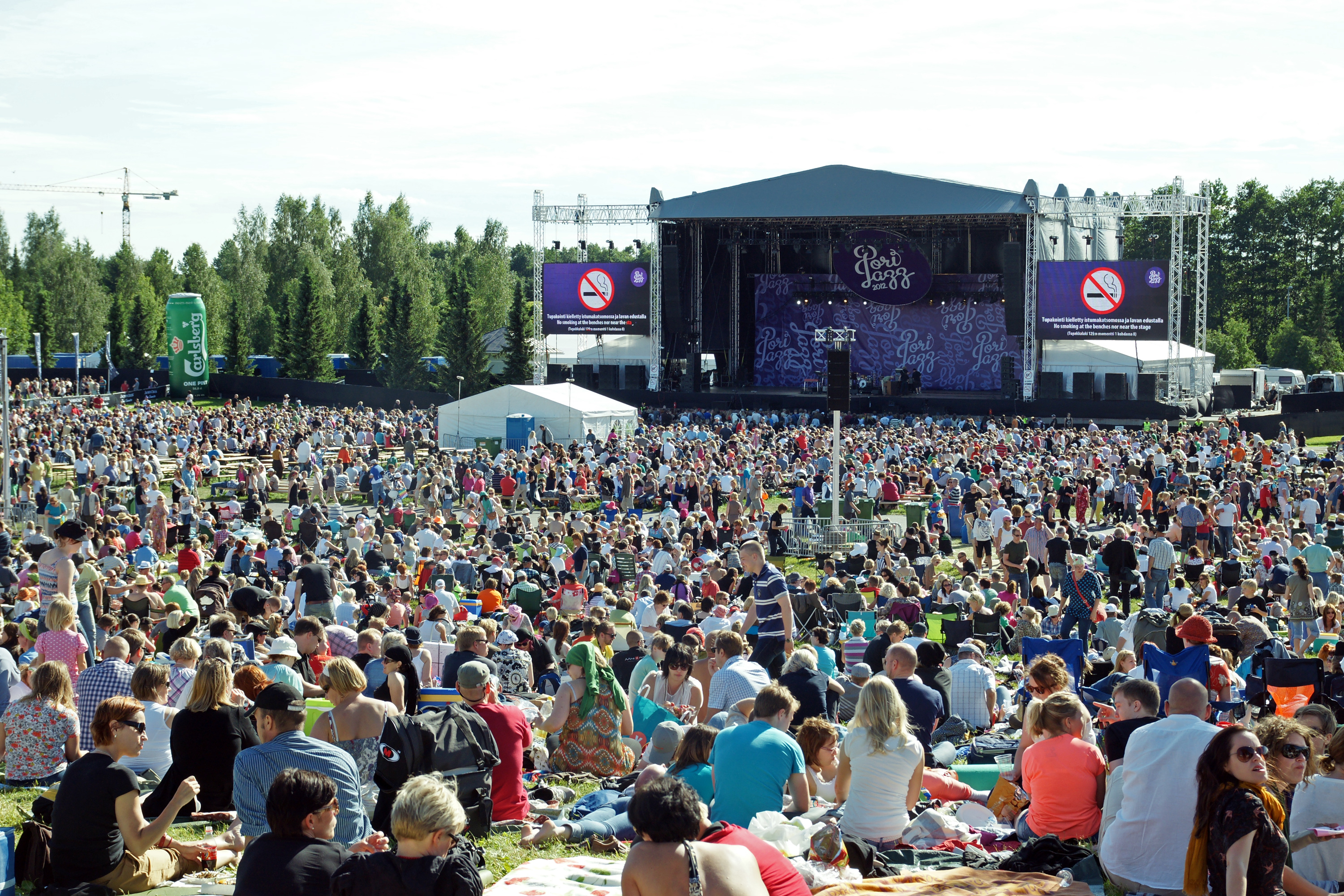
ポリ・ジャズ（2012年）

ポリ・ジャズ（Pori Jazz）は、フィンランドの沿岸都市ポリ（2010年1月の人口は82,809人）で毎年7月に開催される大規模な国際ジャズ・フェスティバル。ヨーロッパで最も古く、最もよく知られているジャズ・フェスティバルの1つで、1966年以来、毎年開催されている。

## 歴史
最初の2日間開催となったポリ・ジャズ・フェスティバルは、1966年7月にキルジュリンルオト島で開催され、1,500人の観客が訪れた。観客は年々増加していき、フェスティバルの期間も延長されていった。1975年から1984年にかけては、4日間のイベントとして定着した。1985年以降、フェスティバルは9日間開催となり、観客数は50,000人から60,000人にまで達している。1990年代初頭には来場者数が10万人に達し、21世紀には毎年夏に約12万人から16万人がフェスティバルを訪れている。2014年にポリ・ジャズは49回目を迎え、2015年には50周年を迎えた。現在、ポリ・ジャズ・フェスティバルはフィンランドにおいて最大かつ最も有名で人気のある夏のイベントとなっている。
最初のフェスティバルはアコースティック・ジャズがベースだったが、徐々にエレクトリック・ジャズやその他のリズム・ミュージック、ブルース、ソウル、ファンク、ヒップホップ、そして豊かなキューバ音楽やブラジル音楽が取り入れられるようになっていった。現在、ポリ・ジャズでは、長年の実績を持つアーティストから新進気鋭のスターまで、世界を代表するアーティストが多数出演している。プログラムの約70％は、入場無料となっている。
ポリ・ジャズは、フィンランドおよび国際フェスティバルの中ですでに45年以上トップの座を維持している。特に、音楽、人々、素晴らしいサービス、そしてユニークな環境によって作り出されるフェスティバルの雰囲気は他に類を見ないもので、来場者の間で高く評価されている。このフェスティバルは、来場者が毎年夏にもう一度体験したいものとなっている。フェスティバルの9日間に、11の会場で100を超えるコンサートが開催される。子供向けの特別なポリ・ジャズ・キッズ・フェスティバルも開催されている。
第49回ポリ・ジャズ・フェスティバルは、2014年7月12日から20日まで開催された。
メイン会場のキルジュリンルオト・アリーナは、コンサートやその他のイベントのためだけに建設されたフィンランドで唯一の野外コンサート・パークである。アリーナの広さは、円形劇場タイプのコンサート用に5ヘクタール（12エーカー）、キャンプ用に22ヘクタール（54エーカー）となっている。入場にはフェスティバルのチケットが必要なメイン会場のほか、ポリの中心部、コケマエンヨキ川沿いには「ジャズ・ストリート」があり、小規模な音楽イベントやクラブ、屋台料理のレストランやバーが集まっている。「ジャズ・ストリート」での屋外音楽イベントは無料だが、クラブで開催されるイベントには入場料がかかる場合がある。
このフェスティバルでは、これまで数多くの世界的に有名なミュージシャンたち（たとえば、トーリ・エイモス、カイリー・ミノーグ、アート・ブレイキー、ジェームス・ブラウン、フィル・コリンズ、チック・コリア、マイルス・デイヴィス、アリシア・キーズ、ポール・サイモン、ジャミロクワイ、メイシー・グレイ、メアリー・J・ブライジ、エリカ・バドゥ、ポール・アンカ、カニエ・ウェスト、スティングなど）が出演してきたが、フィンランドやその他の国からのあまり知られていないグループも出演している。ポリ・ジャズで扱われる音楽のジャンルには、ジャズ、ブルース、ソウル、ファンク、ヒップホップ、アフロ・キューバン、ワールドミュージックなどがあり、時にはポップ・ミュージックも演奏される。

## ポリ・ジャズの出演者（一部）
- アリシア・キーズ
- B.B.キング
- ベニー・グッドマン
- ビョーク
- ブラッド・スウェット・アンド・ティアーズ・フィーチャリング・デヴィッド・クレイトン・トーマス
- ボ・ディドリー
- ボブ・ディラン
- ボビー・マクファーリン
- ボムファンクMC's
- ボズ・スキャッグス
- ブエナ・ビスタ・ソシアル・クラブ
- キャブ・キャロウェイ
- チャカ・カーン
- チック・コリア
- クリスティーナ・アギレラ
- チャック・ベリー
- デヴィッド・バーン
- デ・ラ・ソウル
- ディジー・ガレスピー
- ドン・グロルニック
- ドン・ジョンソン・ビッグ・バンド
- ダフィー
- アース・ウィンド・アンド・ファイアー
- エルトン・ジョン
- エルヴィス・コステロ
- エリカ・バドゥ
- ファッツ・ドミノ
- ゲイリー・ムーア
- ジョージ・クリントン
- グロリア・ゲイナー
- グローヴァー・ワシントン・ジュニア
- ハービー・ハンコック
- ハーツ
- イナ・フォルスマン
- アイザック・ヘイズ
- ジェームス・ブラウン
- ジャミロクワイ
- ジェスロ・タル
- ジョー・コッカー
- ジョー・サトリアーニ
- ヨーマ・コーコネン
- カニエ・ウェスト
- クール&ザ・ギャング
- カイリー・ミノーグ
- ローリン・ヒル
- リトル・リチャード
- マッシヴ・アタック
- マンハッタン・トランスファー
- メアリー・J・ブライジ
- マイルス・デイヴィス
- マディ・ウォータース
- N.E.R.D
- オスカー・ピーターソン
- ペイルフェイス
- ポール・アンカ
- ポール・サイモン
- ペット・ショップ・ボーイズ
- フィル・コリンズ
- レイ・チャールズ
- リンゴ・スター
- ザ・ルーツ
- サンタナ
- シェウン・クティ
- シャギー
- シャクティ
- スライ&ザ・ファミリー・ストーン
- スティーヴィー・レイ・ヴォーン
- スティーヴィー・ワンダー
- スティング
- テッド・カーソン
- ティト・プエンテ
- トム・ジョーンズ
- トーリ・エイモス
- TOTO
- UB40
- ヴァン・モリソン
- ユッスー・ンドゥール
- ジギー・マーリー